# Juan Caballero
Juan Caballero (Trujillo, 27 giugno 1958) è un ex calciatore peruviano, di ruolo attaccante.

## Carriera

### Club
Ha militato in Perù con lo Sport Boys e lo Sporting Cristal e in Spagna con l'Elche.

### Nazionale
Dal 1980 al 1986 ha giocato 16 partite in nazionale, partecipando alla Copa América 1983.

## Palmarès

### Club

#### Competizioni nazionali
- Campionato peruviano: 1

Sporting Cristal: 1983